# Esteban Vicente Cichero

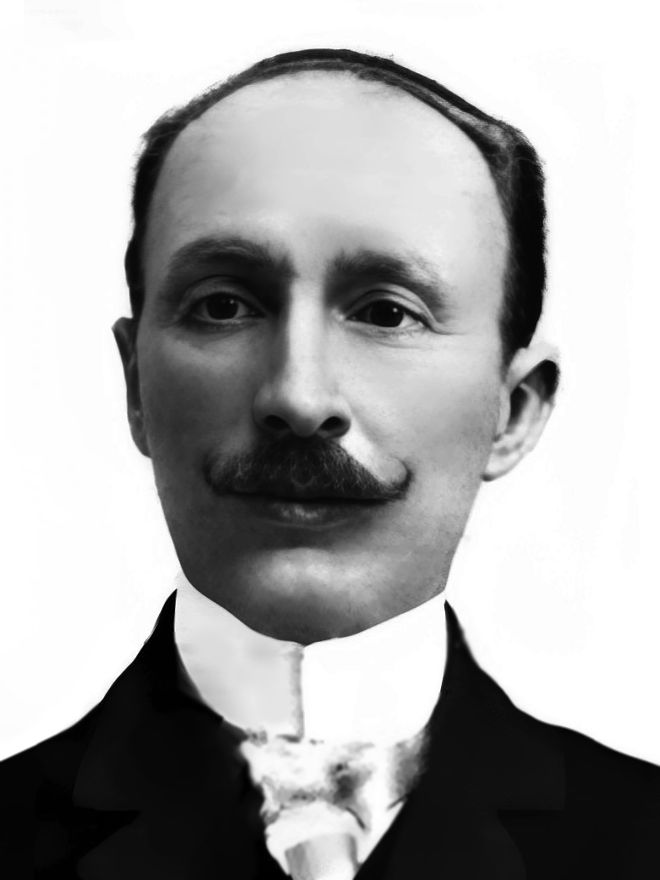
Esteban Vicente Cichero 1857-1945. Intendente de Junín (Buenos Aires).

Esteban Vicente Cichero (Buenos Aires, 22 de enero de 1857 - Buenos Aires, 30 de octubre de 1945) fue un político argentino radical que ocupó el cargo de intendente del partido de Junín (provincia de Buenos Aires) en seis oportunidades, desde 1898 hasta 1917.
También fue diputado provincial durante 3 períodos, y senador provincial desde 1928 hasta 1930.
En Junín lleva su nombre la calle que nace en la Av. Rivadavia al 1300, hacia el noreste, atravesando los barrios Libertad, San Cayetano y Norte.